# Robert Gascoyne-Cecil (5. markiz Salisbury)
Robert Arthur James Gascoyne-Cecil (ur. 27 sierpnia 1893, zm. 23 lutego 1972) – brytyjski arystokrata i polityk, najstarszy syn Jamesa Gascoyne-Cecila, 4. markiza Salisbury (syna premiera Wielkiej Brytanii lorda Salisbury’ego), i lady Cicely Gore, córki 5. hrabiego Arran. Popularnie nazywano go „Bobbety”.
Karierę polityczną rozpoczął w 1929 r., kiedy to został wybrany do Izby Gmin z okręgu South Dorset jako reprezentant Partii Konserwatywnej. Używał wtedy tytułu wicehrabiego Cranborne. W 1941 r., na podstawie „writ of acceleration”, przyznano mu jeden z parowskich tytułów ojca (barona Cecil of Essendon) i umożliwiono mu zasiadanie w Izbie Lordów. Po śmierci ojca w 1947 r. został 5. markizem Salisbury.
Był jednym z najbardziej prominentnych polityków konserwatywnych w latach 40. i 50., zajmował szereg stanowisk ministerialnych w rządach Churchilla, Edena i Macmillana. W latach 1935–1938 był podsekretarzem stanu w Foreign Office. W 1940 r. został Paymaster-General, a następnie ministrem ds. dominiów. W 1942 r. został ministrem kolonii. Następnie, jeszcze w tym samym roku, objął stanowiska Lorda Tajnej Pieczęci i przewodniczącego Izby Lordów. W 1943 r. ponownie został ministrem ds. dominiów, pozostając jednocześnie na czele izby wyższej. Utrzymał się na tych stanowiskach do wyborczej porażki konserwatystów w 1945 r.
Po powrocie konserwatystów do władzy w 1951 r. ponownie został przewodniczącym Izby Lordów (był nim do 1957 r.) i Lordem Tajnej Pieczęci (był nim do 1952 r.). W 1952 r. został ministrem ds. Wspólnoty Narodów, a następnie Lordem Przewodniczącym Rady. W marcu 1957 r. zrezygnował ze stanowisk rządowych.
Był gorącym zwolennikiem utrzymania w całości Imperium Brytyjskiego i zachowania dominującej pozycji białej mniejszości w rządach Południowej Afryki i Rodezji. Był również przeciwnikiem reformowania Izby Lordów. W 1961 r. został pierwszym przewodniczącym konserwatywnego Monday Club, który to urząd sprawował do swojej śmierci. W latach 1951–1971 był również Kanclerzem Uniwersytetu w Liverpoolu.
8 grudnia 1915 r. poślubił Elizabeth Vere Cavendish (22 stycznia 1897 – 5 czerwca 1982), córkę Richarda Fredericka Cavendisha i lady Moyry de Vere Beauclerk, córki 10. księcia St Albans. Robert i Elisabeth mieli razem trzech synów. Byli to:
- Robert Edward Peter Gascoyne-Cecil (24 października 1916 – 11 lipca 2003), 6. markiz Salisbury
- Michael Charles James Cecil (27 października 1918 – 27 października 1934)
- Richard Hugh Vere Cecil (31 stycznia 1924 – 12 sierpnia 1944)

Lord Salisbury był członkiem Tajnej Rady oraz kawalerem Orderu Podwiązki (od 1946 r.). W latach 1960–1972 był ponadto Kanclerzem tego orderu.